# 옐레나 스타소바
옐레나 드미트리예브나 스타소바(Еле́на Дми́триевна Ста́сова [jɪˈlʲɛnə ˈdmʲitrʲɪɪvnə ˈstasəvə][*]: 1873년 10월 6일(구력 10월 3일)-1966년 12월 31일)는 러시아의 공산주의 혁명가다. 러시아 사회민주노동당 및 국제공산당에서 당원으로서 활동했다.
서기장 직책의 전신인 당서기직을 처음 맡은(1917년-1918년; 1919년) 인물이다.1921년 국제공산당 대표자로 독일에 파견되었고, 1927년에서 1937년까지는 국제적색구원회 총재를 역임했다.